# Folhetim
O folhetim é uma narrativa literária, seriada dentro dos gêneros prosa de ficção e romance. Folhetins são publicados de forma seriada e sequenciada em periódicos (jornais e revistas), rádio e televisão.
O folhetim surgiu na França no início do século XIX. Chegou ao Brasil logo depois, fazendo sucesso na segunda metade do século XIX. Eram publicados diariamente em jornais da capital do Império (Rio de Janeiro) e jornais do interior.

## Folhetim-crônica versus romance folhetinesco

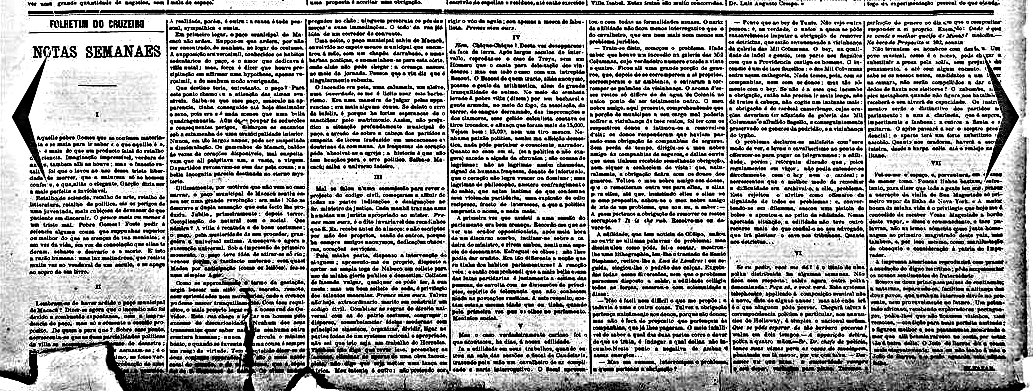
Folhetim "Notas Semanaes" de Machado de Assis (pseudônimo Eleazar) no rodapé da primeira página do jornal O Cruzeiro de 9 de junho de 1878

Originalmente (no século XIX) o termo folhetim (do francês feuilleton) designava uma seção, geralmente no rodapé da primeira página do jornal, onde um escritor publicava uma coluna com uma crônica (folhetim-crônica), um artigo avulso (por exemplo, de crítica literária) ou um romance em capítulos (romance folhetinesco, que poderia depois ser lançado em livro). Neste último sentido, nas novas mídias do século XX, deu lugar à “novela” de rádio e televisão.

## Autores brasileiros
Autores brasileiros como José de Alencar, Machado de Assis, Manuel Antônio de Almeida, Lima Barreto e Joaquim Manuel de Macedo tiveram obras suas publicadas em folhetins para depois serem editadas em livros. O romance urbano A Moreninha de Joaquim Manuel de Macedo é considerado o exemplo de folhetim mais popular da história do Brasil, tendo sido sucesso de vendas numa época em que a maioria da população do país ainda era analfabeta.

## Apogeu e decadência
No final do século XIX, o formato alcançou seu apogeu. Foi publicado à exaustão, como forma de aumentar a venda dos jornais e auto-afirmar a presença do então novo veículo de informação. Apesar da boa demanda, o papel do folhetim como disseminador de cultura de massa e entretenimento não sobreviveu ao surgimento do Rádio.

## Herdeiros do folhetim
O Rádio, por sua vez, também aproveitou-se da linguagem folhetinesca para auto-afirmar-se como veículo de comunicação. Dramatizações de folhetins deram origem às radionovelas, e o sucesso gerou a demanda por autores do gênero. Surgiram os primeiros grandes autores de radionovela, que anos depois migrariam para a produção televisiva.
A Televisão também deve sua afirmação como veículo de comunicação ao formato folhetinesco, na medida em que usou da mesma estratégia que os jornais e o rádio para conquistar seu espaço. As telenovelas utilizam a linguagem narrativa dos folhetins: técnica de utilização de ganchos ao final dos capítulos, abordagem de temas populares e polêmicos. Esses acabaram se tornando pontos pacíficos de qualquer narrativa que se proponha popular e destinada às grandes massas.
O Romance policial era publicado em periódicos jornalísticos no século XVIII e XIX, no século XX, passou a ser publicado em revistas pulp e livros de bolso, que herdaram características folhetinescas como o texto envolvente, o papel de herói do detetive, a luta do bem contra o mal, a verossimilhança e atualidade informativo-jornalística. Além disso, possui uma temática semelhante aos Faits divers e à cobertura policial.

## Tentativa de retorno ao folhetim no Brasil
No Brasil, nos anos de 1940, sob o pseudônimo feminino de Suzana Flag, o escritor Nelson Rodrigues escreveu alguns romances em formato de folhetim para os Diários Associados Chateaubriand. Com o primeiro folhetim; Meu destino é pecar, o sucesso foi tal que os leitores acreditavam que Suzana Flag existia de verdade. Saboreando tal sucesso Nelson escreve ainda: Escravas do Amor, Minha Vida, Núpcias de Fogo, O Homem Proibido e A Mentira. (Notas do editor: Caco Coelho - Nova Fronteira- 2002)
No início da década de 1970, na tentativa de aumentar a venda da sua revista feminina "Grande Hotel", a Casa Editora Vecchi lançou alguns folhetins traduzidos supostamente de autores franceses, sob os títulos:  Sublime Sacrifício (Mario D'Anconne - G.H. 1209 a 1236), Escrava de um Juramento (Geraldine Aubry - G.H. 1243 a 1270), Sepultada Viva (Geraldine Aubry - G.H. 1270 a 1300) e ainda Expulsa na Noite de Núpcias e O Inferno de um Anjo (Henriette de Tremière - G.H. 1301 a 1343 / 1343 a 1384). As edições eram encartadas em fascículos na citada revista que tinha edição semanal, depois a editora oferecia as capas para encadernação. Eram belos romances açucarados endereçados aos adolescentes.(Fonte:  Revista Grande Hotel enumeradas acima - Paulo Sena: detentor de acervo com 04 destas obras completas e parte de Escrava de um Juramento)
Ainda nos anos de 1970, a antiga revista Capricho, aquela em antigo formato, publicava o folhetim Terra do Sol, da novelista Janete Clair, em suas últimas páginas. A trama era bem ao estilo de suas novelas da TV. Continha fotos coloridas com algumas cenas dos capítulos em evidência que eram belíssimas. Mais tarde, já no decorrer dos anos 80, a revista Manchete encartava os fascículos de Nenê Bonet, também da divina criadora Janete Clair. Era uma trama localizada no Rio antigo, trazendo à tona a época do glamour da Confeitaria Colombo. Depois este folhetim foi editado em livro que, embora com edição esgotada, pode ser encontrado ainda em sebos espalhados pelo Brasil. (Paulo Sena - Vivências de leitura e manuseio na época, e presença das obras que dão testemunho dos escritos de Janete Clair).